# Tętnica łącząca tylna

Koło tętnicze mózgu. Widoczna tętnica łącząca tylna.

Tętnica łącząca tylna (łac. arteria communicans posterior) – w anatomii człowieka cienka i krótka tętnica głowy odchodząca od tętnicy szyjnej wewnętrznej i łącząca ją z tętnicą tylną mózgu.  Odchodzi od tętnicy szyjnej wewnętrznej w okolicy wyrostka pochyłego przedniego przy brzegu bocznym siodła tureckiego, kieruje się do tyłu. Biegnie nad zatoką jamistą i pod pasmem wzrokowym, bocznie w stosunku do guza popielatego i ciał suteczkowatych. W pobliżu mostu tętnica ta łączy się z tętnicą tylną mózgu, zamykając koło tętnicze mózgu i łącząc obszary zaopatrywania przez tętnicę szyjną wewnętrzną i tętnicę podobojczykową.